# Mar-Mac
Mar-Mac è un census-designated place (CDP) degli Stati Uniti d'America, situato nello stato della Carolina del Nord, nella contea di Wayne.